# سليم باشي
سليم باشي (من مواليد عام 1971 في الجزائر) كاتب وروائي جزائري نشأَ في عنابة بشرق الجزائر. بعد إقامة لمدة عام في باريس عام 1995، عاد إلى الجزائر عام 1997 لدراسة الأدب، ثمّ تقاعد في الأكاديمية الفرنسية في روما عام 2005 وهو يعيشُ ويعمل الآن في باريس.

## الحياة المُبكّرة والتعليم
درس الأدب في باريس، وتحديداً في جامعة السوربون. أصدر عام 2001 روايته الأولى Le Chien dUlysse عن دار غاليمار للنشر والتوزيع (بالفرنسية: Éditions Gallimard)‏ والتي أشاد بها بعض النقاد، فحصل على جائزة غُونكور (بالفرنسية: Goncourt du Premier)‏.

## المسيرة المهنيّة
سُرعان ما أصبحَ سليم باشي في الجزائر «الكاتب الأكثر موهبة في جيله» حسب بعض النقاد المحليين والفرنسيين، فشرعَ في عمل أدبي طموح عن الجزائر؛ تاريخها من الاستعمار إلى آخر الحلقات السوداء التي تميزت بفترة الحرب الأهليّة. تُعتبر أول روايتين له جزءً من دورة رواية تم تطويرها من مدينة خيالية.
بعد عام من الإقامة في فيلا ميديسيس المرموقة في روما، شكلت روايته الثالثة Tuez-les tous (بالعربيّة: اقتلهم جميعًا) نقطة تحولٍ في إلهامه باختيار موضوع معقد ومؤلِم. لقد وضع نفسه في مكان «إرهابيي» الحادي عشر من أيلول/سبتمبر 2001، وقام بتشريح آليات العنف وعزل «الإرهابيين».
تابع سليم الدراسة الروائية لما سمّاه الحقيقة الدينية من خلال روايته الأخيرة Le silence de Mahomet (بالعربيّة: صمت محمّد) التي نُشرت في أيلول/سبتمبر 2008، وتم اختيارها لجائزة غونكور من جديد وجائزة رينودو الأدبية (بالفرنسية: Prix Renaudot)‏. يُصبح نبي الإسلام محمد في هذا الكتاب موضوع رواية يتذكر فيها أربعة من أقرب المؤمنين للرجل الذي اختلطت مشاعره نحوه فيما بين شكوك وآمال وضعف وعظمة. حقَّق باتشي نجاحًا نقديًا وعامًا بفضل هذه الرواية الجديدة والفريدة من نوعها في تلك الفترة.
يسافر سليم باشي عبر أوروبا والمغرب العربي للدفاع عن فكرة معينة عن الأدب، كما يُلقي محاضرات على الطلاب والقراء في الجامعات والمعاهد الثقافية. كان سليم يُقيم في أكاديمية فرنسا بروما عام 2005، ثمّ انتقل في وقتٍ ما إلى العاصمة الفرنسيّة باريس التي يعيشُ ويعمل فيها حاليًا.
صدرت كتبه الأولى عن دار النشر الجزائرية برزخ لسفيان وسلمى حجاج، ومقرها الجزائر العاصمة. ولم تنشر بقية أعماله في الجزائر لأسباب تتعلق بالرقابة الدينية والسياسية.
نشرت له دار غاليمار للنشر والتوزيع (بالفرنسية: éditions Gallimard)‏ خمس روايات، وهي:
- Le Chien dUlysse
- La Kahéna
- Tuez-les Tous
- Le silence de Mahomet
- Amours et aventures de Sindbad le Marin

أشاد بعض النقاد بعددٍ من روايتاتهِ، وفازت روايته الأخيرة بالعديد من الجوائز الأدبية. كما نشر كتابا من القصص القصيرة عن malvie (بالعربية: الحياة السيئة) في الجزائر بعنوان Les douze contes de minuit عن نفس الناشر بالتعاونِ مع دار نشر روشر (بالفرنسية: éditions du Rocher)‏ فازت كتب سليم بعددٍ من الجوائز الأدبيّة لعلَّ أبرزها جائزة تروبيك (بالفرنسية: Prix Tropiques)‏ وجائزة Prix littéraire de la vocation ومنحة جونكور الدراسية للرومان البارزين ومنحة الأمير بيير دي موناكو دي لا ديكوفيرت جديرٌ بالذكر هنا أنَّ روايته Le silence de Mahomet (صمت محمّد) تُقدم رؤية خيالية ومثيرة للجدل عن النبي محمد.

## قائمة أعماله
هذه قائمةٌ بأبرز أعمال الكاتب والروائي الجزائري سليم باشي:
- 2001: Le Chien dUlysse (رواية، صدرت عن دار غاليمار للنشر والتوزيع[18][19])
- 2003: La Kahéna (رواية صدرت عن دار غاليمار للنشر والتوزيع[20][21])
- 2005: Autoportrait avec Grenade (رواية صدرت عن دار روشر للنشر والتوزيع[22][23])
- 2006: Tuez-les Tous (رواية صدرت عن دار غاليمار للنشر والتوزيع[24][25])
- 2006 Les douze contes de minuit (مجموعة قصصيّة قصيرة صدرت عن دار غاليمار للنشر والتوزيع[26][27])
- 2008: Le silence de Mahomet (رواية صدرت عن دار غاليمار للنشر والتوزيع[28][29])
- 2010: Amours et aventures de Sindbad le Marin (رواية صدرت عن دار غاليمار للنشر والتوزيع وترجمتها سيو روز إلى الإنجليزية باسم مغامرات جديدة لسندباد البحار حيث صدرت عن دار بوشكين عام 2012[30][31])
- 2012: أنا خالد كيلكال (رواية صدرت عن دار غراسيه للنشر والتوزيع[32])
- 2013: Le dernier été dun jeune homme (رواية صدرت عن دار فلاماريون للنشر والتوزيع[33][34])
- 2014: Le Consul (رواية صدرت عن دار غاليمار للنشر والتوزيع[35][36])

## فهرس
- "Les 100 personnalités de la spora africaine : سليم باتشي "، جون أفريك ، رقم 2536-2537 ، 16-29 أغسطس 2009 ، ص. 47

## روابط خارجية
- Présentation d'Amours et aventures de Sindbad le Marin de Salim Bachi
- سليم باتشي على Babelio
- سليم باشي: « Je ne crois plus en l'Algérie » على Bibliobs (25 كانون الثاني / يناير 2001)
- Le chien d'Ulysse ، Salim Bachi on La Cause littéraire
- سليم باشي على MEL
- سليم باشي في مهرجان برلين الدولي للآداب 2006